# Vitorlázás az 1952. évi nyári olimpiai játékokon
Az 1952. évi nyári olimpiai játékokon a vitorlázásban öt számot bonyolítottak le.

## Éremtáblázat
(A rendező ország csapata eltérő háttérszínnel, az egyes számoszlopok legmagasabb értéke, vagy értékei vastagítással kiemelve.)
| Az 1952. évi nyári olimpiai játékok éremtáblázata vitorlázásban | Az 1952. évi nyári olimpiai játékok éremtáblázata vitorlázásban | Az 1952. évi nyári olimpiai játékok éremtáblázata vitorlázásban | Az 1952. évi nyári olimpiai játékok éremtáblázata vitorlázásban | Az 1952. évi nyári olimpiai játékok éremtáblázata vitorlázásban | Olimpia  |
| --------------------------------------------------------------- | --------------------------------------------------------------- | --------------------------------------------------------------- | --------------------------------------------------------------- | --------------------------------------------------------------- | -------- |
|                                                                 | Ország                                                          | Arany                                                           | Ezüst                                                           | Bronz                                                           | Összesen |
| 1.                                                              | Egyesült Államok (USA)                                          | 2                                                               | 1                                                               | 0                                                               | 3        |
| 2.                                                              | Norvégia (NOR)                                                  | 1                                                               | 2                                                               | 0                                                               | 3        |
| 3.                                                              | Dánia (DEN)                                                     | 1                                                               | 0                                                               | 0                                                               | 1        |
| 3.                                                              | Olaszország (ITA)                                               | 1                                                               | 0                                                               | 0                                                               | 1        |
|                                                                 |                                                                 |                                                                 |                                                                 |                                                                 |          |
| 5.                                                              | Svédország (SWE)                                                | 0                                                               | 1                                                               | 2                                                               | 3        |
| 6.                                                              | Nagy-Britannia (GBR)                                            | 0                                                               | 1                                                               | 0                                                               | 1        |
|                                                                 |                                                                 |                                                                 |                                                                 |                                                                 |          |
| 7.                                                              | Finnország (FIN)                                                | 0                                                               | 0                                                               | 1                                                               | 1        |
| 7.                                                              | Németország (GER)                                               | 0                                                               | 0                                                               | 1                                                               | 1        |
| 7.                                                              | Portugália (POR)                                                | 0                                                               | 0                                                               | 1                                                               | 1        |
|                                                                 |                                                                 |                                                                 |                                                                 |                                                                 |          |
| Összesen                                                        | Összesen                                                        | 5                                                               | 5                                                               | 5                                                               | 15       |

## Érmesek
| Az 1952. évi nyári olimpiai játékok érmesei vitorlázásban | | | |
| Versenyszám                                               | Arany | Ezüst | Bronz                                                                                                   |
| Finn dingi                                                | Paul Elvstrøm · Dánia (DEN) | Charles Currey · Nagy-Britannia (GBR)                                                                    | Rickard Sarby · Svédország (SWE)                                                                        |
| Csillaghajó                                               | Olaszország (ITA) · Merope · Agostino Straulino · Nicolò Rode                                                                   | Egyesült Államok (USA) · Comanche · John Reid · John Price                                               | Portugália (POR) · Espadarte · Joaquim Mascarenhas de Fiúza · Francisco de Andrade                      |
| 5,5 méter                                                 | Egyesült Államok (USA) · Complex II · Britton Chance · Sumner White · Edgar White · Michael Schoettle                           | Norvégia (NOR) · Encore · Peder Lunde · Vibeke Lunde · Børre Falkum-Hansen                               | Svédország (SWE) · Hojwa · Folke Wassén · Carl-Erik Ohlson · Magnus Wassén                              |
| 6 méter                                                   | Egyesült Államok (USA) · Llanoria · Herman Whiton · Eric Ridder · Julius Roosevelt · John Morgan · Everard Endt · Emelyn Whiton | Norvégia (NOR) · Elisabeth X · Finn Ferner · Johan Ferner · Erik Heiberg · Carl Mortensen · Tor Arneberg | Finnország (FIN) · Ralia · Ernst Westerlund · Paul Sjöberg · Ragnar Jansson · Jonas Konto · Rolf Turkka |
| Sárkányhajó                                               | Norvégia (NOR) · Pan · Sigve Lie · Håkon Barfod · Thor Thorvaldsen                                                              | Svédország (SWE) · Tornado · Per Gedda · Sidney Boldt-Christmas · Erland Almqvist                        | Németország (GER) · Gustel X · Theodor Thomsen · Erich Natusch · Georg Nowka                            |